# Centrum Lotów Kosmicznych imienia Roberta H. Goddarda

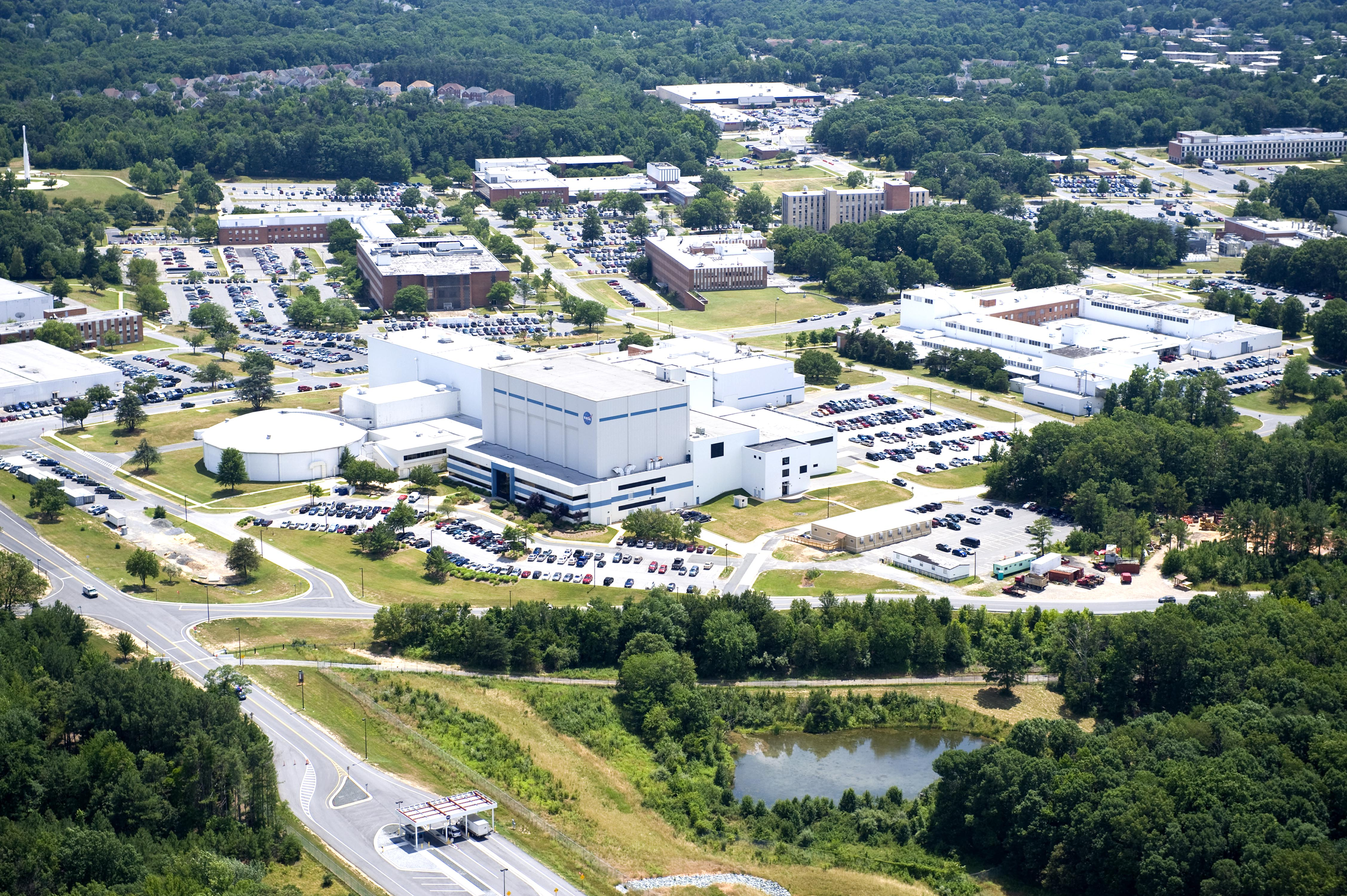
Centrum Lotów Kosmicznych imienia Roberta H. Goddarda z lotu ptaka

Centrum Lotów Kosmicznych imienia Roberta H. Goddarda, Goddard Space Flight Center (GSFC) – ośrodek NASA mieszczący się w Greenbelt w Maryland będący ważnym laboratorium projektowo-badawczym, związanym z badaniami przestrzeni kosmicznej agencji. Otwarty 1 maja 1959; nazwany na cześć Roberta Goddarda pioniera techniki rakietowej i astronautyki.
Centrum kieruje wieloma misjami NASA (oraz działaniami NASA dla misji międzynarodowych) badającymi Ziemię, Układ Słoneczny i wszechświat, np. takimi jak: Kosmiczny Teleskop Hubble’a, program Explorer, Earth Observing System, INTEGRAL, SOHO i Swift Gamma-Ray Burst Mission oraz dawniejsze misje takie jak choćby Solar Maximum Mission, COBE, IUE, ROSAT czy Compton Gamma Ray Observatory.
Poza głównym ośrodkiem w Greenbelt, w skład instalacji naziemnych GSFC wchodzą:
- Wallops Flight Facility (Wirginia),
- Goddard Institute for Space Studies (GISS), (Nowy Jork),
- Independent Verification and Validation Facility (IV&V) (Fairmont, Wirginia Zachodnia).

W ramach Centrum Lotów Kosmicznych działa również muzeum nauki.